# Colonización británica de América

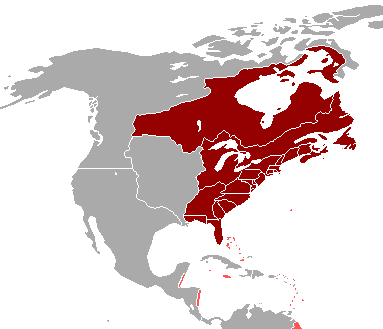
Colonias británicas en Norteamérica (1763-1783)

Los ingleses comenzaron la colonización británica de América del Norte mediante el establecimiento de la colonia de Jamestown en 1607 en Virginia lo que sería el comienzo de las Trece Colonias en Norteamérica, que fueron el origen de Estados Unidos así como de las provincias Marítimas de Canadá. También se produjo la colonización de las islas del mar Caribe como Jamaica, Bahamas o Barbados.
Así, el Imperio británico comenzó a tomar forma a principios del siglo XVII siguiendo el ejemplo del Imperio español y del Imperio portugués.
Las colonias productoras de azúcar del Caribe, en las que la esclavitud se convirtió en la base de la economía, eran las colonias más importantes y lucrativas para Inglaterra. Las colonias americanas producían tabaco, algodón y arroz en el sur, material naval y pieles de animales en el norte.
El imperio de Inglaterra en América se iba expandiendo gradualmente mediante guerras y conquistas fundando colonias. Inglaterra consiguió controlar Nueva Ámsterdam (después llamada Nueva York) tras las guerras anglo-neerlandesas. Las colonias americanas se extendían hacia el oeste en busca de nuevas tierras para la agricultura. Durante la guerra de los Siete Años, los británicos vencieron a los franceses y se quedaron con Nueva Francia, en 1760, lo que convertía a Gran Bretaña en dueña de una buena parte de América del Norte. 
Después, los asentamientos en Australia (que comenzaron con las colonias penales en 1788) y Nueva Zelanda (bajo el dominio de la Corona desde 1840) crearon una nueva zona para la migración desde las islas británicas, aunque las poblaciones indígenas tuvieron que sufrir guerras desiguales —en algunos casos, genocidios, como en la Guerra negra— y enfermedades que llevaron los británicos. Como efectos de las guerras brutales, el genocidio de los nativos, la represión y la precaria alimentación fue reduciéndose su tamaño en alrededor de un 60-80% en algo menos de un siglo. Estas colonias, ya en manos de los nuevos colonos de origen británico, acabarán obteniendo el autogobierno.

## Colonización temprana (1607-1630)

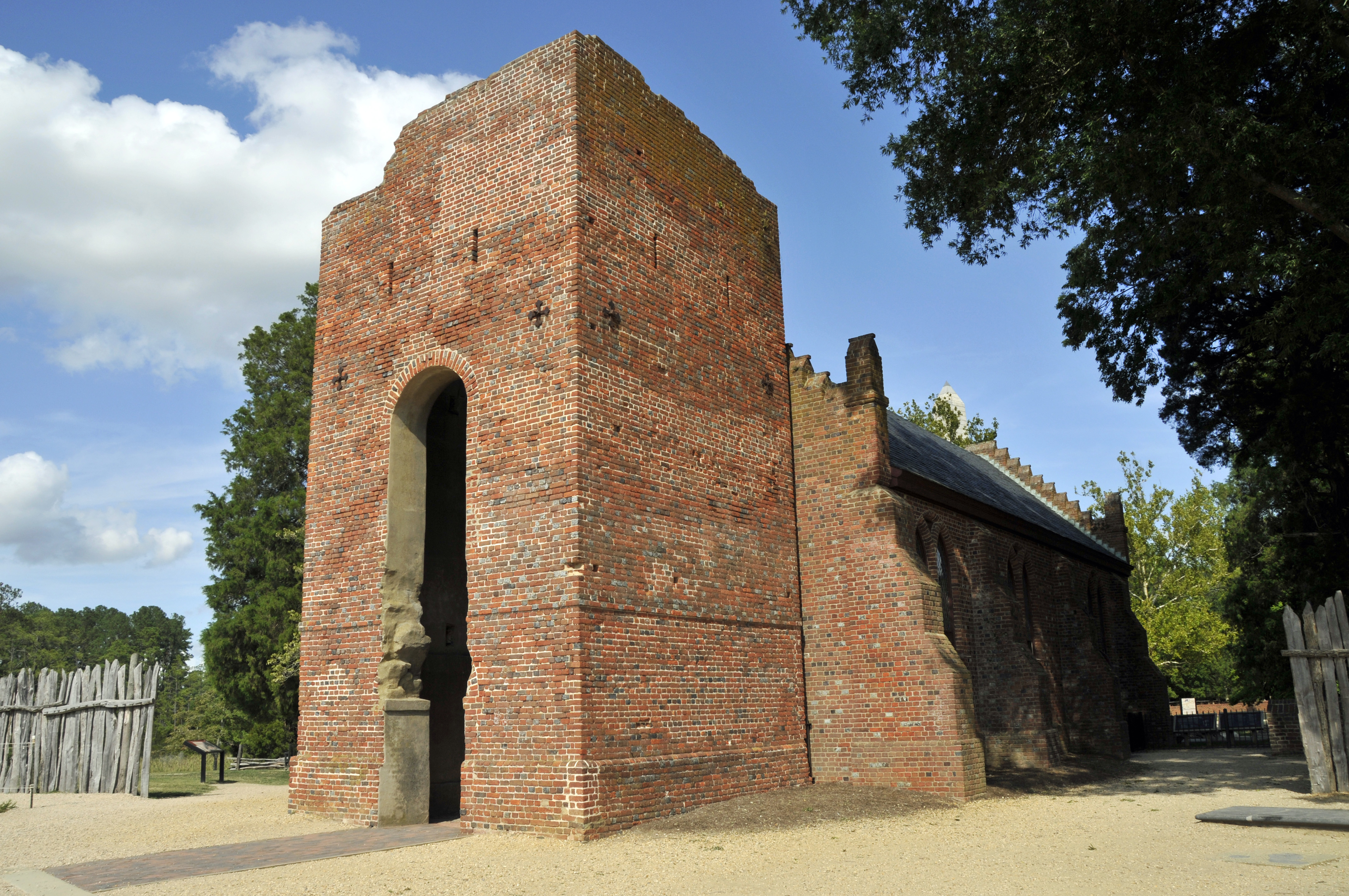
Jamestown, el primer asentamiento inglés permanente en Norteamérica, se estableció durante el reinado de Jacobo I de Inglaterra.

En 1606, el rey Jacobo I de Inglaterra concedió cartas a la Compañía de Plymouth y a la Compañía de Londres con el fin de establecer asentamientos permanentes en América del Norte. En 1607, la Compañía de Londres estableció una colonia en Jamestown en la bahía de Chesapeake, pero la colonia Popham de la Compañía de Plymouth tuvo una corta vida. Aproximadamente 30 000 pobladores algonquinos vivían en la región en ese momento. Los colonos de Jamestown se enfrentaron a una adversidad extrema, y en 1617 sólo había 351 supervivientes de los 1700 colonos que habían sido transportados a Jamestown. Después de que los virginianos descubrieran la rentabilidad del cultivo de tabaco, la población del asentamiento se disparó de 400 colonos en 1617 a 1240 colonos en 1622. La Compañía de Londres quebró en parte debido a las frecuentes guerras con los indios americanos cercanos, lo que llevó a la Corona inglesa a tomar el control directo de la Colonia de Virginia, como se conoció a Jamestown y sus alrededores.
En 1609, el Sea Venture, buque insignia de la Compañía de Londres, más conocida como Compañía de Virginia, en el que viajaban el almirante Sir George Somers y el nuevo teniente-gobernador de Jamestown, Sir Thomas Gates, fue conducido deliberadamente al arrecife del archipiélago de Bermudas para evitar su naufragio durante un huracán el 25 de julio. Los 150 pasajeros y la tripulación construyeron dos nuevos barcos, el Deliverance y el Patience y la mayoría partió de nuevo de las Bermudas hacia Jamestown el 11 de mayo de 1610. Dos hombres se quedaron atrás, y se les unió un tercero después de que el Patience regresara de nuevo y partiera hacia Inglaterra (se había previsto que regresara a Jamestown después de recoger más alimentos en las Bermudas), asegurando que las Bermudas permanecieran asentadas y en posesión de Inglaterra y de la Compañía de Londres desde 1609 hasta 1612, cuando llegaron más colonos y el primer Teniente-Gobernador de las Bermudas desde Inglaterra tras la ampliación de la Carta Real de la Compañía de Londres para añadir oficialmente las Bermudas al territorio de Virginia.
El archipiélago recibió el nombre oficial de Virgineola, aunque pronto se cambió por el de Las Islas Somers, que sigue siendo el nombre oficial, aunque el archipiélago ya era infame desde hacía tiempo como Bermudas, y el antiguo nombre español se ha resistido a ser sustituido. El teniente-gobernador y los colonos que llegaron en 1612 se asentaron brevemente en Smith's Island, donde prosperaban los tres que dejó el Sea Venture, antes de trasladarse a isla St. George donde establecieron la ciudad de New London, que pronto fue rebautizada como St. George's Town (la primera ciudad real establecida con éxito por los ingleses en el Nuevo Mundo como Jamestown fue en realidad James Fort, una estructura defensiva rudimentaria, en 1612).
Bermudas pronto fue más poblada, autosuficiente y próspera que Jamestown, y una segunda compañía, la Company of the City of London for the Plantation of The Somers Isles (más conocida como The Somers Isles Company) se escindió de la London Company en 1615, y continuó administrando Bermudas después de que la Carta Real de la London Company fuera revocada en 1624 (la Carta Real de la Somers Isles Company fue revocada igualmente en 1684). Bermudas fue pionera en el cultivo del tabaco como motor de su crecimiento económico, pero a medida que la agricultura tabacalera de Virginia la superaba en la década de 1620, y las nuevas colonias de las Indias Occidentales también emulaban su industria tabacalera, el precio del tabaco bermudeño cayó y la colonia dejó de ser rentable para muchos de los accionistas de la compañía, que en su mayoría habían permanecido en Inglaterra mientras los administradores o arrendatarios cultivaban sus tierras en Bermudas con la mano de obra de los sirvientes contratados. La Cámara de la Asamblea de Bermudas celebró su primera sesión en 1620 (la House of Burgesses (Cámara de los ciudadanos) de Virginia había celebrado su primera sesión en 1619), pero al no haber terratenientes residentes en Bermudas no había, en consecuencia, ninguna calificación de la propiedad, a diferencia del caso de la Cámara de los Comunes.
Cuando el tabaco tocó fondo, muchos accionistas ausentes (o "aventureros") vendieron sus acciones a los administradores o arrendatarios ocupantes, y la industria agrícola se desplazó rápidamente hacia las explotaciones familiares que cultivaban productos de subsistencia en lugar de tabaco. Los bermudeños pronto descubrieron que podían vender sus excedentes de alimentos en las Indias Occidentales, donde colonias como Barbados cultivaban tabaco en detrimento de los cultivos de subsistencia. Como el barco de revista de la compañía no podía transportar sus exportaciones de alimentos a las Indias Occidentales, los bermudeños comenzaron a construir sus propios barcos de cedro de las Bermudas, desarrollando el veloz y ágil balandro de las Bermudas y la vela bermudiana.
Entre finales de la década de 1610 y la Revolución Americana, los británicos enviaron entre 50.000 y 120.000 convictos a sus colonias americanas.
Mientras tanto, el Consejo de Plymouth para Nueva Inglaterra patrocinó varios proyectos de colonización, incluyendo una colonia establecida por un grupo de puritanos ingleses, conocidos hoy como los Peregrinos. Los puritanos abrazaron una forma intensamente emocional de protestantismo calvinista y buscaban la independencia de la Iglesia de Inglaterra. En 1620, el Mayflower transportó a los Peregrinos a través del Atlántico, y estos establecieron la colonia de Plymouth en Cabo Cod. Los peregrinos soportaron un primer invierno extremadamente duro, en el que murieron aproximadamente cincuenta de los cien colonos. En 1621, la Colonia de Plymouth pudo establecer una alianza con la cercana tribu Wampanoag, que ayudó a la Colonia de Plymouth a adoptar prácticas agrícolas eficaces y a participar en el comercio de pieles y otros materiales. Más al norte, los ingleses también establecieron la colonia de Terranova en 1610, que se centró principalmente en la pesca del bacalao.
El Caribe proporcionaría algunas de las colonias más importantes y lucrativas de Inglaterra, pero no antes de que fracasaran varios intentos de colonización. Un intento de establecer una colonia en Guayana en 1604 duró sólo dos años y fracasó en su objetivo principal de encontrar yacimientos de oro. Las colonias en Santa Lucía (1605) y Granada (1609) también fracasaron rápidamente. Animado por el éxito de Virginia, en 1627 el rey Carlos I concedió una carta a la Compañía de Barbados para el asentamiento de la deshabitada isla caribeña de Barbados. Los primeros colonos fracasaron en sus intentos de cultivar tabaco, pero encontraron un gran éxito en el cultivo de azúcar.

## Crecimiento (1630-1689)

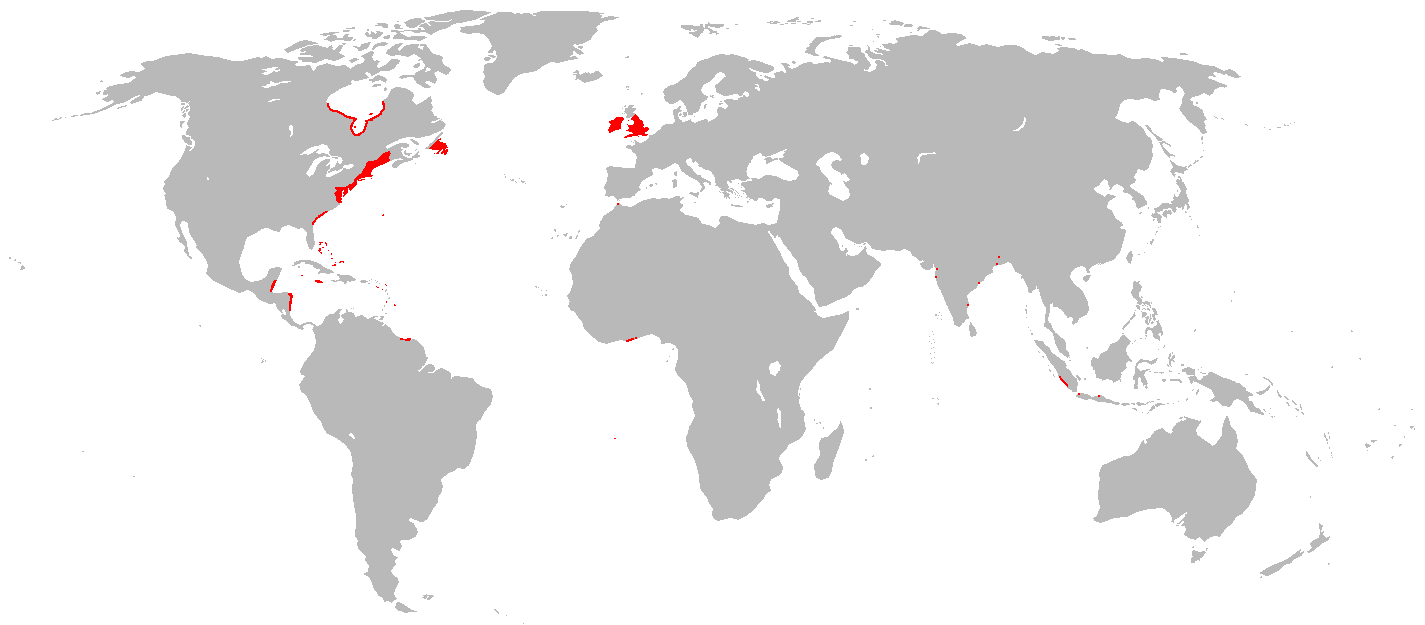
Posiciones inglesas de ultramar en 1700

### Colonias de las Indias Occidentales

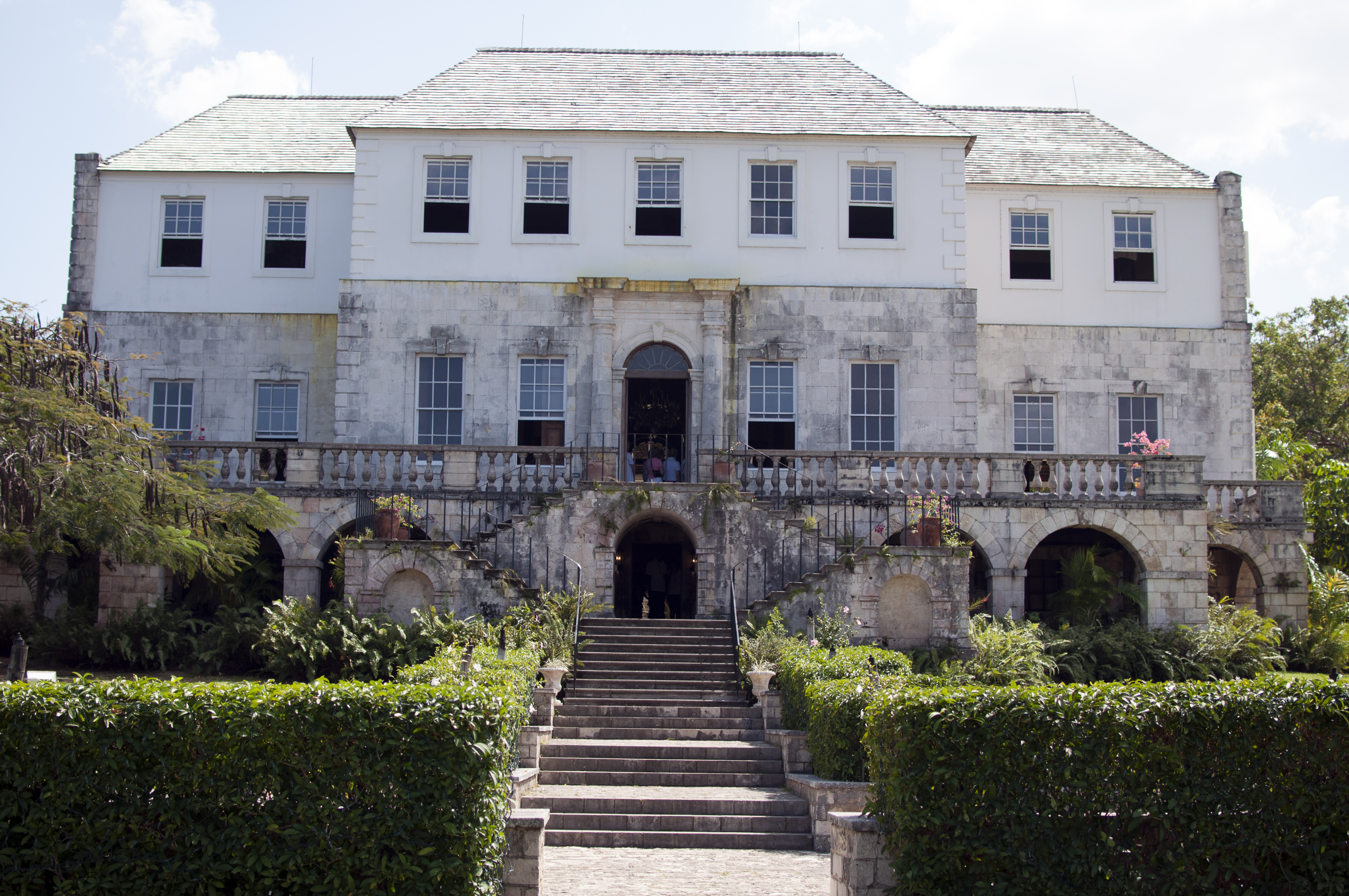
Rose Hall, casa grande de una plantación azucarera en Jamaica

El éxito de los esfuerzos de colonización en Barbados alentó al establecimiento de más colonias caribeñas, y ya en 1660 Inglaterra había establecido más colonias azucareras caribeñas, en St. Kitts, Antigua, Nevis y Montserrat, La colonización inglesa de Las Bahamas comenzó en 1648 después de que un grupo puritano conocido como los Aventureros de Eleuteria estableciera una colonia en la isla de Eleuthera. Inglaterra estableció otra colonia azucarera en 1655 tras la exitosa invasión de Jamaica durante la guerra anglo-española. España reconoció la posesión inglesa de Jamaica y las Islas Caimán en el Tratado de Madrid de 1670. Inglaterra capturó la isla de Tórtola a los holandeses en 1670, y posteriormente tomó posesión de las cercanas islas de Anegada y Virgen Gorda; estas islas formarían posteriormente las Islas Vírgenes Británicas.[cita requerida]
Durante el siglo XVII, las colonias azucareras adoptaron el sistema de plantaciones de azúcar utilizado con éxito por los portugueses en el Brasil colonial, que dependía de la mano de obra esclava. El gobierno inglés valoraba la importancia económica de estas islas por encima de la de Nueva Inglaterra. Hasta la abolición del comercio de esclavos en 1807, Gran Bretaña fue responsable por el transporte de 3.5 millones de esclavos africanos a América, un tercio del total de esclavos transportados a través del Atlántico. Muchos de los esclavos eran capturados por la Royal African Company en África Occidental, si bien otros provinieron de Madagascar. Pronto estos esclavos formaron la mayoría de la población en las colonias del Caribe como Barbados y Jamaica, donde se impusieron estrictos códigos para esclavos para prevenir por lo menos en parte las rebeliones de los esclavos.

### Establecimiento de las Trece Colonias

#### Colonias de Nueva Inglaterra

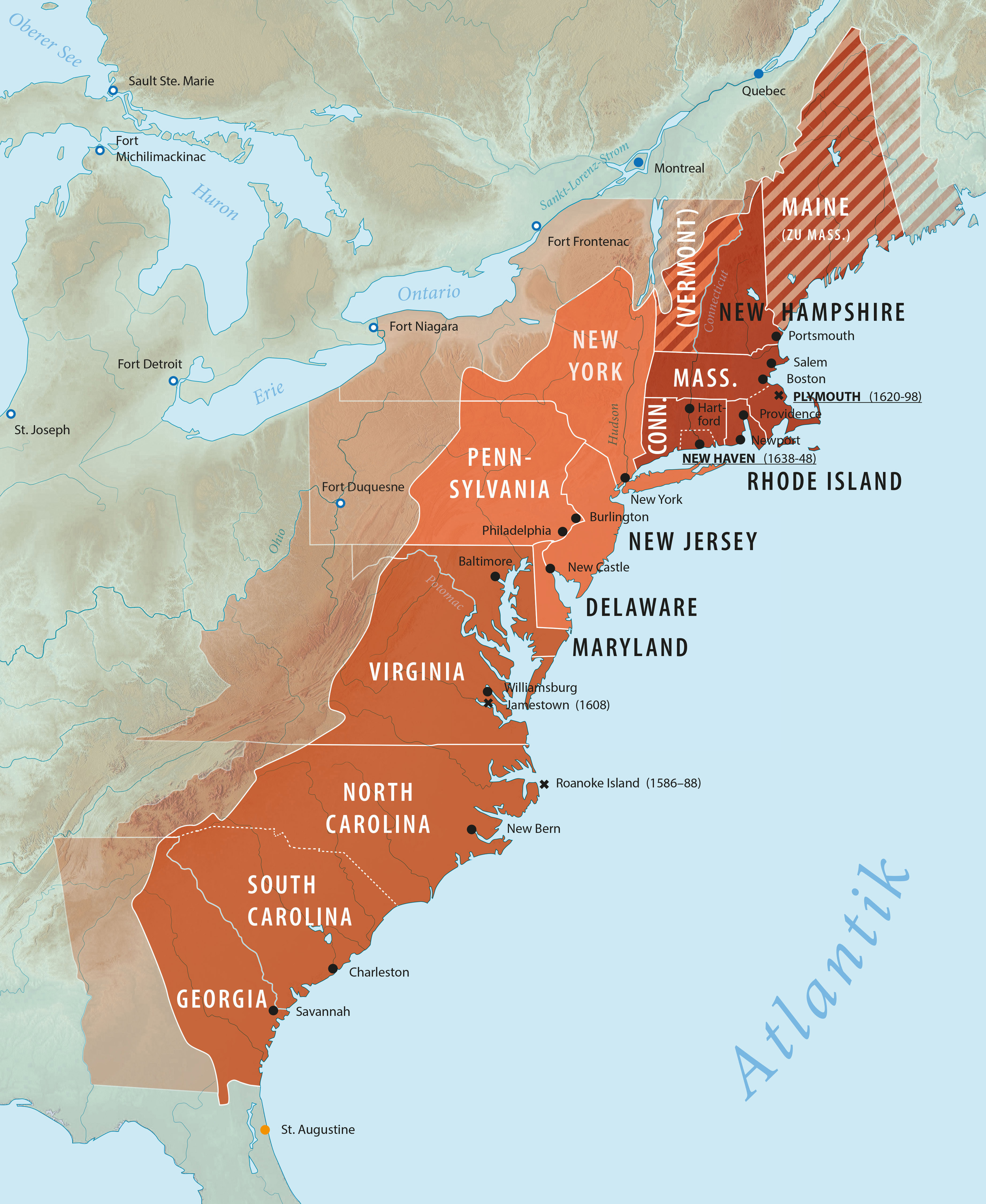
Trece Colonias de América del Norte:
Rojo oscuro = Colonias de Nueva Inglaterra.
Rojo claro = Colonias del medio del Atlántico.
Rojo-marrón = Colonias del sur.

Tras el éxito de las colonias de Jamestown y Plymouth, varios grupos ingleses más establecieron colonias en la región que se conoció como Nueva Inglaterra. En 1629, otro grupo de puritanos liderado por John Winthrop estableció la colonia de la bahía de Massachusetts, y en 1635 aproximadamente diez mil colonos ingleses vivían en la región entre el río Connecticut y el río Kennebec. Tras derrotar a los pequots en la guerra de los pequots, los colonos puritanos establecieron la provincia de Connecticut en la región que los pequots habían controlado anteriormente. La Colonia de Rhode Island y Plantaciones de Providencia fue fundada por Roger Williams, un líder puritano que fue expulsado de la colonia de la bahía de Massachusetts después de que abogara por una ruptura formal con la Iglesia de Inglaterra. Como Nueva Inglaterra era una región relativamente fría e infértil, las Colonias de Nueva Inglaterra dependían de la pesca y del comercio a larga distancia para sostener la economía.
Una «Historia de Nueva Inglaterra» no estaría completa sin hablar de John Hull, el chelín de pino, su papel central en el establecimiento de la colonia de la bahía de Massachusetts y la Iglesia del Viejo Sur. En 1652 la legislatura de Massachusetts autorizó a John Hull a producir moneda. "La ceca de Hull produjo varias denominaciones de monedas de plata, incluyendo el chelín de pino, durante más de 30 años hasta que la situación política y económica hizo que el funcionamiento de la ceca dejara de ser práctico." Principalmente por un tema de índole político, ya que Carlos II consideró el funcionamiento de la "Casa de la Moneda de Hull" como alta traición en el Reino Unido lo que tenía un castigo de ahorcamiento, arrastre y descuartizamiento. "El 6 de abril de 1681, Edward Randolph el administrador colonial hizo una petición al rey, informándole de que la colonia seguía acuñando sus propias monedas, lo que consideraba alta traición y creía que era suficiente para anular la carta. Pidió que se emitiera una orden de Quo warranto (una acción legal que requiere que el demandado demuestre qué autoridad tiene para ejercer algún derecho, poder o franquicia que dice tener) contra Massachusetts por las violaciones".

#### Colonias del Sur
En 1632, Cecil Calvert, 2.º barón de Baltimore fundó la provincia de Maryland al norte de Virginia. Maryland y Virginia pasaron a ser conocidas como las Colonias de Chesapeake, y experimentaron una inmigración y actividades económicas similares. Aunque Baltimore y sus descendientes pretendían que la colonia fuera un refugio para los católicos, atrajo sobre todo a inmigrantes protestantes, muchos de los cuales despreciaron la política de tolerancia religiosa de la familia Calvert. A mediados del siglo XVII, las Colonias de Chesapeake, inspiradas por el éxito de la esclavitud en Barbados, iniciaron la importación masiva de esclavos africanos. Aunque muchos de los primeros esclavos acabaron obteniendo la libertad, a partir de 1662 Virginia adoptó políticas que pasaban estado de esclavitud de madre a hijo y concedían a los propietarios de esclavos un dominio casi total de su propiedad humana.
A 640 millas al estesureste de cabo Hatteras, en el otro antiguo asentamiento de la Compañía de Virginia, las Islas Somers, alias las Islas Bermudas, donde la empresa derivada Somers Isles Company todavía administraba, la compañía y sus accionistas en Inglaterra sólo obtenían beneficios de la exportación de tabaco, lo que los ponía cada vez más en desacuerdo con los bermudeños para quienes el tabaco se había vuelto poco rentable de cultivar. Como sólo los terratenientes que podían asistir a las reuniones anuales de la compañía en Inglaterra tenían derecho a votar sobre la política de la compañía, ésta se esforzó por suprimir la economía marítima en desarrollo de los colonos y por forzar la producción de tabaco, que requería prácticas agrícolas insostenibles, ya que era necesario producir más para compensar la disminución de su valor.
Como muchos de la clase de hombres de negocios adinerados que eran aventureros en la empresa se alinearon con la causa parlamentaria durante la guerra civil inglesa, Bermudas fue una de las colonias que se pusieron del lado de la Corona durante la guerra, siendo la primera en reconocer a Carlos II tras la ejecución de su padre. Con el control de su Asamblea y de la milicia y la artillería costera voluntaria, la mayoría realista destituyó al gobernador nombrado por la compañía (en la década de 1630, la compañía había dejado de enviar gobernadores a las Bermudas y en su lugar había nombrado a una sucesión de prominentes bermudeños para el cargo, incluyendo al religioso independiente y parlamentario William Sayle) por la fuerza de las armas y eligió a John Trimingham para reemplazarlo. Muchos de los independientes religiosos de Bermudas, que se habían puesto del lado del Parlamento, se vieron obligados a exiliarse. Aunque algunas de las colonias continentales más nuevas, asentadas en gran parte por protestantes antiepiscopales, se pusieron del lado del Parlamento durante la guerra, Virginia y otras colonias como Bermudas apoyaron a la Corona y fueron sometidas a las medidas establecidas en una ley para prohibir el comercio con las Barbados, Virginia, Bermudas y Antego hasta que el Parlamento pudo obligarlas a reconocer su soberanía.
El enojo de los bermudeños con la política de la Compañía de las Islas Somers terminó por llevar sus quejas a la Corona después de la La Restauración, lo que llevó a que la Corona revocara la Carta Real de la Compañía de las Islas Somers y asumiera la administración directa de Bermudas en 1684. A partir de esa fecha, los bermudeños abandonaron la agricultura y diversificaron su industria marítima para ocupar muchos nichos del comercio intercolonial entre Norteamérica y las Indias Occidentales. La limitada masa terrestre de las Bermudas y su alta tasa de natalidad hicieron que un flujo constante de salida de la colonia aportara unos 10.000 colonos a otras colonias, en particular a las colonias continentales del sur (incluida la provincia de Carolina, que fue colonizada desde las Bermudas en 1670), así como a los asentamientos de las Indias Occidentales, incluyendo la colonia de la isla de Providence en 1631, las Bahamas (asentadas por los Aventureros de Eleuterio, exiliados de la Guerra Civil aliados del Parlamento de Bermudas, bajo el mando de William Sayle en la década de 1640), y la ocupación estacional de las Islas Turcas a partir de 1681.
Alentado por la aparente debilidad del dominio español en Florida, el plantador barbadense John Colleton y otros siete partidarios de Carlos II de Inglaterra establecieron la provincia de Carolina en 1663. Los colonos de la Colonia de Carolina establecieron dos núcleos de población principales, con muchos virginianos que se asentaron en el norte de la provincia y muchos barbadenses ingleses que se asentaron en la ciudad portuaria del sur de Charles Town. En 1729, tras la guerra de Yamasee, Carolina se dividió en las colonias de la corona de Carolina del Norte y Carolina del Sur. Las colonias de Maryland, Virginia, Carolina del Norte y Carolina del Sur (así como la provincia de Georgia, que se estableció en 1732) pasaron a ser conocidas como las Colonias del Sur.

#### Colonias Medias

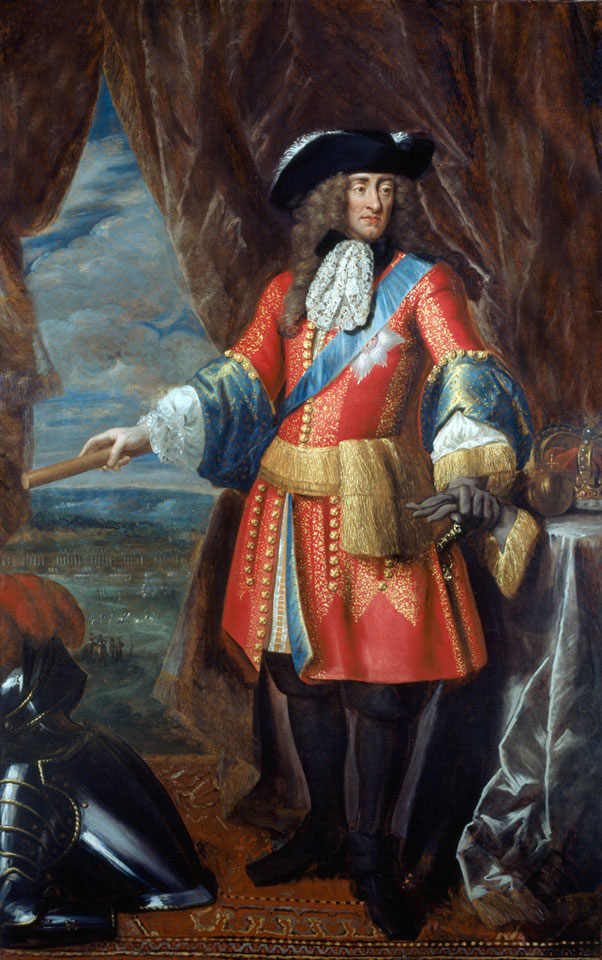
Jacobo II estableció la Colonia de Nueva York y el Dominio de Nueva Inglaterra. Sucedió a su hermano como rey de Inglaterra en 1685, pero fue derrocado en la Revolución Gloriosa de 1688.

A partir de 1609, los comerciantes holandeses habían establecido puestos de comercio de pieles en el río Hudson, el río Delaware y el río Connecticut, creando finalmente la colonia holandesa de Nueva Holanda, con capital en Nueva Ámsterdam. En 1657, Nueva Holanda se expandió mediante la conquista de Nueva Suecia, una colonia sueca centrada en el valle del Delaware. A pesar del éxito comercial, Nueva Holanda no logró atraer el mismo nivel de asentamiento que las colonias inglesas. En 1664, durante una serie de guerras entre ingleses y holandeses, el soldado inglés Richard Nicolls capturó Nueva Holanda. Los holandeses recuperaron brevemente el control de partes de Nueva Holanda en la tercera guerra anglo-holandesa, pero renunciaron a su reclamación del territorio en el Tratado de Westminster de 1674, poniendo fin a la presencia colonial neerlandesa en Norteamérica. En 1664, el duque de York, más tarde conocido como Jacobo II de Inglaterra, recibió el control de las colonias inglesas al norte del río Delaware. Creó la provincia de Nueva York a partir del antiguo territorio holandés y rebautizó Nueva Ámsterdam como Ciudad de Nueva York. También creó las provincias de Jersey Occidental y Jersey Oriental a partir de las antiguas tierras holandesas situadas al oeste de la ciudad de Nueva York, otorgando los territorios a John Berkeley y George Carteret. Jersey del Este y Jersey del Oeste se unificarían posteriormente como la provincia de Nueva Jersey en 1702.
Carlos II recompensó a William Penn, hijo del distinguido Almirante William Penn, con las tierras situadas entre Maryland y los Jersey. Penn bautizó estas tierras con el nombre de provincia de Pensilvania. A Penn también se le concedió el arrendamiento de la Colonia de Delaware, que obtuvo su propia legislatura en 1701. Devoto cuáquero, Penn pretendía crear un refugio de tolerancia religiosa en el Nuevo Mundo. Pensilvania atrajo a cuáqueros y otros colonos de toda Europa, y la ciudad de Filadelfia surgió rápidamente como una próspera ciudad portuaria. Con sus tierras fértiles y baratas, Pensilvania se convirtió en uno de los destinos más atractivos para los inmigrantes a finales del siglo XVII. Nueva York, Pensilvania, Nueva Jersey y Delaware pasaron a ser conocidas como las Colonias Medias.

### La Compañía de la Bahía de Hudson
En 1670, Carlos II de Inglaterra incorporó por carta real la Hudson's Bay Company (HBC), concediéndole el monopolio del comercio de pieles en la zona conocida como Tierra de Rupert. Los fuertes y puestos de comercio establecidos por la HBC fueron frecuentemente objeto de ataques por parte de los franceses.

### Esquema de Darien
En 1695, el Parlamento de Escocia concedió una carta a la Compañía de Escocia, que estableció un asentamiento en 1698 en el istmo de Panamá. Asediada por los colonos españoles vecinos de Nueva Granada, y aquejada de malaria, la colonia fue abandonada dos años después. El denominado plan de Darién fue un desastre financiero para Escocia -una cuarta parte del capital escocés se perdió en la empresa y acabó con las esperanzas escocesas de establecer su propio imperio de ultramar. El episodio también tuvo importantes consecuencias políticas, al persuadir a los gobiernos tanto de Inglaterra como de Escocia de los méritos de una unión de países, en lugar de sólo coronas. Esto ocurrió en 1707 con el Tratado de Unión, estableciendo el Reino de Gran Bretaña.

## Expansión y conflicto, 1689-1763

### Asentamiento y expansión en América del Norte
Tras suceder a su hermano en 1685, el rey Jacobo II y su lugarteniente, Edmund Andros, trataron de afirmar la autoridad de la corona sobre los asuntos coloniales. Jacobo fue depuesto por la nueva monarquía conjunta de Guillermo y María en la Revolución Gloriosa, pero Guillermo y María rápidamente restablecieron muchas de las políticas coloniales de Jacobo, incluyendo las Actas mercantilistas de Navegación y la Junta de Comercio. La colonia de la bahía de Massachusetts, la Colonia de Plymouth y la provincia de Maine fueron incorporadas a la provincia de la bahía de Massachusetts, y Nueva York y la colonia de la bahía de Massachusetts fueron reorganizadas como colonias reales, con un gobernador nombrado por el rey. Maryland, que había experimentado una revolución contra la familia Calvert, también se convirtió en una colonia real, aunque los Calvert conservaron gran parte de sus tierras e ingresos en la colonia. Incluso las colonias que conservaron sus estatutos o propietarios se vieron obligadas a asentir a un control real mucho mayor que el que había existido antes de la década de 1690.
Entre la inmigración, la importación de esclavos y el crecimiento natural de la población, la población colonial en América del Norte británica creció inmensamente en el siglo XVIII. Según el historiador Alan Taylor, la población de las Trece Colonias (las colonias norteamericanas británicas que acabarían formando los Estados Unidos) ascendía a 1,5 millones en 1750. Más del noventa por ciento de los colonos vivían como agricultores, aunque florecieron ciudades como Filadelfia, Nueva York y Boston. Con la derrota de los holandeses y la imposición de las Leyes de Navegación, las colonias británicas de Norteamérica pasaron a formar parte de la red comercial británica global. Los colonos intercambiaron alimentos, madera, tabaco y otros recursos diversos por té asiático, café de las Indias Occidentales y azúcar de las Indias Occidentales, entre otros artículos. Los nativos americanos alejados de la costa atlántica abastecían el mercado atlántico con pieles de castor y de ciervo, y trataban de preservar su independencia manteniendo un equilibrio de poder entre franceses e ingleses. En 1770, la producción económica de las Trece Colonias representaba el cuarenta por ciento del producto interior bruto del Imperio británico.
Antes de 1660, casi todos los inmigrantes a las colonias inglesas de América del Norte habían emigrado libremente, aunque la mayoría pagaba su pasaje convirtiéndose en siervos contratados. La mejora de las condiciones económicas y el alivio de la persecución religiosa en Europa hicieron que fuera cada vez más difícil reclutar mano de obra para las colonias en los siglos XVII y XVIII. En parte debido a esta escasez de mano de obra libre, la población de esclavos en la Norteamérica británica creció de forma espectacular entre 1680 y 1750; el crecimiento fue impulsado por una mezcla de inmigración forzada y reproducción de esclavos. En las Colonias del Sur, que dependían en mayor medida de la mano de obra esclava, los esclavos sostenían vastas economías de plantación dominadas por élites cada vez más ricas. En 1775, los esclavos constituían una quinta parte de la población de las Trece Colonias, pero menos del diez por ciento de la población de las Colonias del Centro y de Nueva Inglaterra. Aunque una menor proporción de la población inglesa emigró a la Norteamérica británica después de 1700, las colonias atrajeron a nuevos inmigrantes de otros países europeos, incluyendo colonos católicos de Irlanda y alemanes protestantes. A medida que avanzaba el siglo XVIII, los colonos comenzaron a asentarse lejos de la costa atlántica. Pensilvania, Virginia, Connecticut y Maryland reclamaban la tierra del valle del río Ohio, y las colonias se enzarzaron en una lucha por expandirse hacia el oeste.
Tras la revocación en 1684 de la Carta Real de la Compañía de las Islas Somers, los bermudeños marineros establecieron una red de comercio intercolonial, con Charleston, Carolina del Sur (establecida desde las Bermudas en 1670 bajo el mando de William Sayle, y en la misma latitud que las Bermudas, aunque el Cabo Hatteras, Carolina del Norte, es el punto de llegada más cercano a las Bermudas) formando un centro continental para su comercio (las propias Bermudas sólo producían barcos y marineros). La amplia actividad y asentamiento de bermudeños ha dado lugar a que muchas localidades con nombre de Bermudas salpiquen el mapa de América del Norte.

### Conflictos con los franceses y los españoles

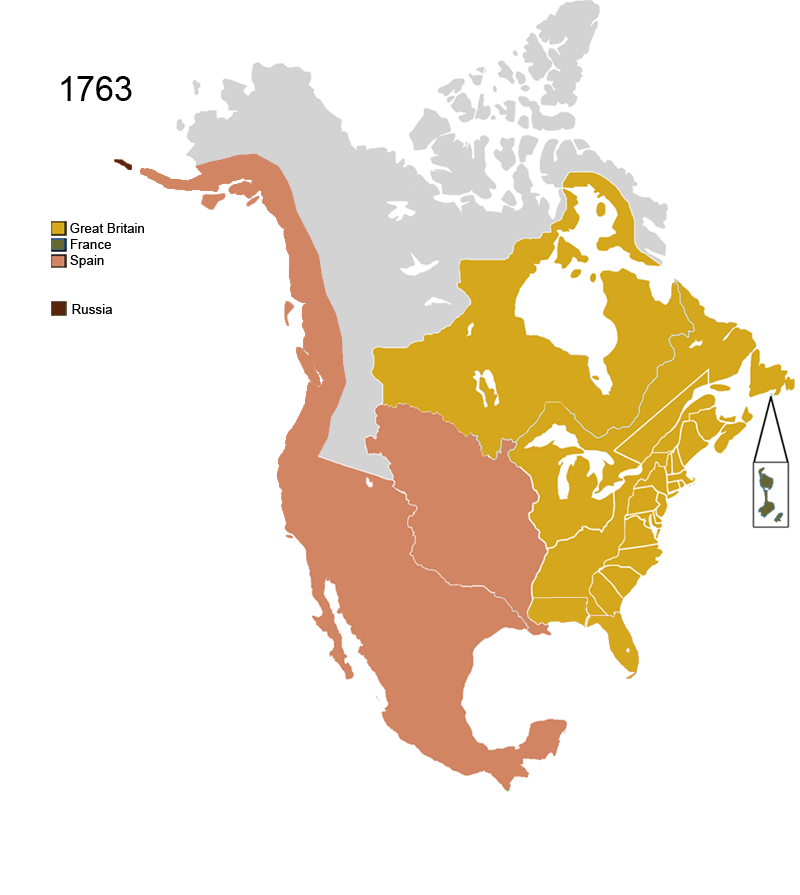
Tras el final de la Guerra de los Franceses y los Indios en 1763, América del Norte fue dominada por los Imperios británico y español

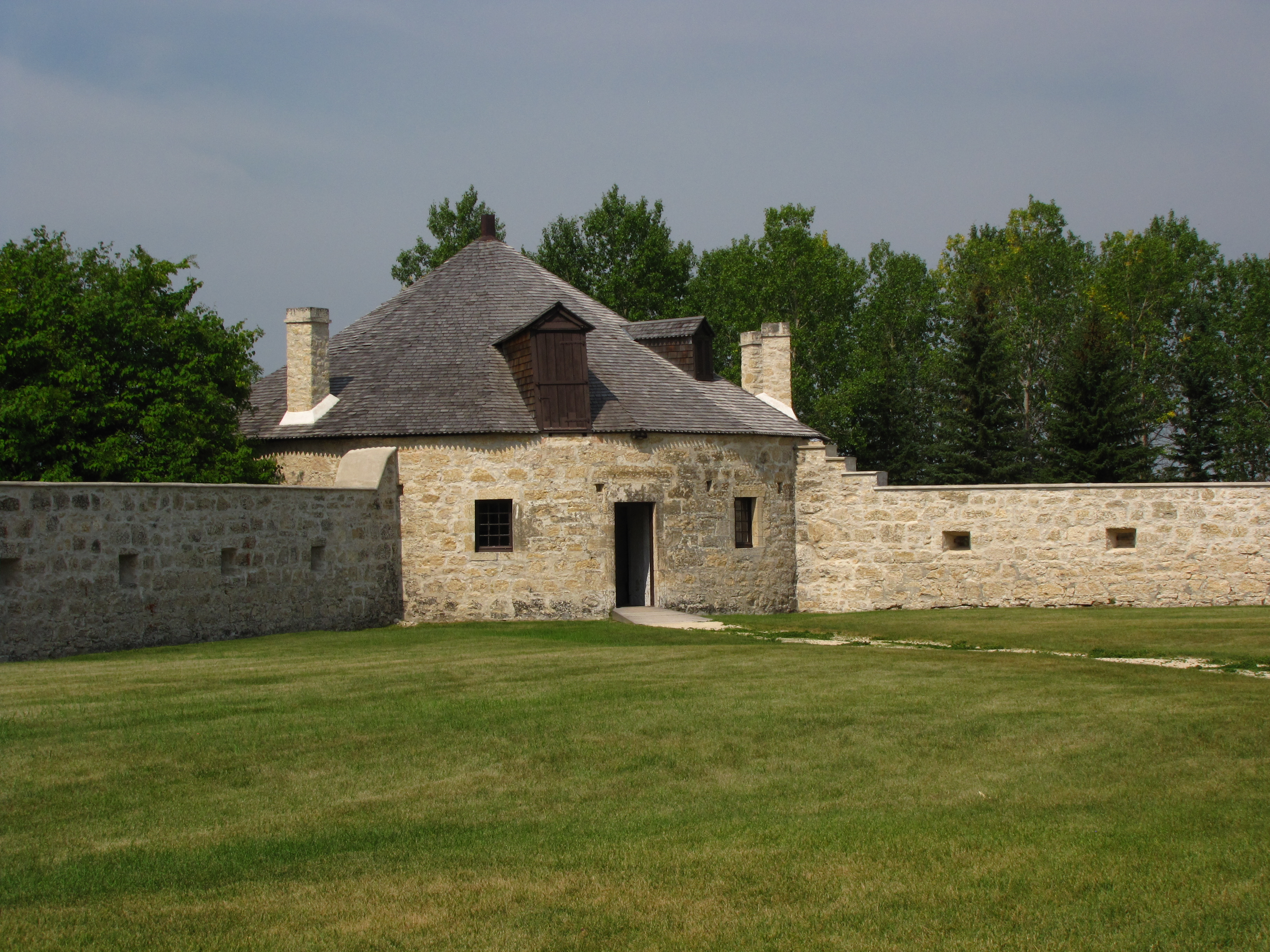
Fuerte Garry Bajo (Winnipeg, Canadá) fundado por la Compañía de la Bahía de Hudson. Sitio Histórico Nacional de Canadá.

La Revolución Gloriosa y la sucesión de Guillermo III, que se había resistido durante mucho tiempo a la hegemonía francesa como Stadtholder de la República Holandesa, aseguraron que Inglaterra y sus colonias entraran en conflicto con el Imperio francés de Louis XIV después de 1689. Bajo el liderazgo de Samuel de Champlain, los franceses habían establecido la ciudad de Quebec en el río San Lorenzo en 1608, y se convirtió en el centro de la colonia francesa de Canadá. Francia e Inglaterra se enzarzaron en una guerra por poderes a través de los aliados nativos americanos durante y después de la guerra de los Nueve Años, mientras que los poderosos iroqueses declararon su neutralidad. La guerra entre Francia e Inglaterra continuó en la guerra de la reina Ana, el componente norteamericano de la mayor guerra de sucesión española. En el Tratado de Utrecht de 1713, que puso fin a la guerra de sucesión española, los británicos obtuvieron la posesión de los territorios franceses de Newfoundland y Acadia, esta última renombrada como Nueva Escocia. En la década de 1730, James Oglethorpe propuso que la zona al sur de las Carolinas fuera colonizada para proporcionar un amortiguador contra la Florida española, y formó parte de un grupo de administradores a los que se les concedió la propiedad temporal sobre la provincia de Georgia. Oglethorpe y sus compatriotas esperaban establecer una colonia utópica que prohibiera la esclavitud, pero en 1750 la colonia seguía estando escasamente poblada, y Georgia se convirtió en una colonia de la corona en 1752.
En 1754, la Compañía de Ohio comenzó a construir un fuerte en la confluencia del río Allegheny y el río Monongahela. Una fuerza francesa más numerosa ahuyentó inicialmente a los virginianos, pero se vio obligada a retirarse tras la batalla de Jumonville Glen. Después de que los informes de la batalla llegaran a las capitales francesa y británica, la guerra de los Siete Años estalló en 1756; el componente norteamericano de esta guerra se conoce como Guerra de los Franceses y los Indios. Después de que Duque de Newcastle volviera al poder como primer ministro en 1757, él y su ministro de Asuntos Exteriores, William Pitt, dedicaron recursos financieros sin precedentes al conflicto transoceánico. Los británicos obtuvieron una serie de victorias después de 1758, conquistando gran parte de Nueva Francia a finales de 1760. España entró en la guerra del lado de Francia en 1762 y rápidamente perdió varios territorios americanos en favor de Gran Bretaña. El Tratado de París de 1763 puso fin a la guerra, y Francia entregó a los británicos casi toda la parte de Nueva Francia al este del río Misisipi. Francia cedió por separado sus tierras al oeste del río Misisipi a España, y España cedió Florida a Gran Bretaña. Con los territorios recién adquiridos, los británicos crearon las provincias de Florida Oriental, Florida Occidental y Quebec, todas ellas bajo gobiernos militares. En el Caribe, Gran Bretaña conservó Granada, San Vicente, Dominica y Tobago, pero devolvió el control de Martinica, La Habana y otras posesiones coloniales a Francia o España.